# Leucophoebe kempfi
Leucophoebe kempfi är en skalbaggsart som beskrevs av Lane 1976. Leucophoebe kempfi ingår i släktet Leucophoebe och familjen långhorningar. Inga underarter finns listade i Catalogue of Life.